# Oberonia rasmussenii
Oberonia rasmussenii är en orkidéart som beskrevs av Gunnar Seidenfaden. Oberonia rasmussenii ingår i släktet Oberonia och familjen orkidéer. Inga underarter finns listade i Catalogue of Life.